# Trigonometrischer Pythagoras

Geometrische Veranschaulichung des „trigonometrischen Pythagoras“

Als trigonometrischer Pythagoras wird die Identität
{\displaystyle \sin ^{2}\alpha +\cos ^{2}\alpha =1}
bezeichnet.
Hierbei steht {\displaystyle \sin ^{2}\alpha } für {\displaystyle (\sin \alpha )^{2}} und {\displaystyle \cos ^{2}\alpha } für {\displaystyle (\cos \alpha )^{2}}. Die Gültigkeit dieser Identität kann am Einheitskreis gezeigt werden, mit Hilfe des Satzes von Pythagoras, der auch namensgebend für diesen häufig benutzten Satz der Trigonometrie ist.

## Geometrische Herleitung
Als Grundlage dient der Satz des Pythagoras. Er besagt, dass in einem rechtwinkligen Dreieck mit der Hypotenuse {\displaystyle c} und den Katheten {\displaystyle a} und {\displaystyle b}
{\displaystyle a^{2}+b^{2}=c^{2}}
gilt. Wird der Winkel {\displaystyle \alpha } im besagten rechtwinkligen Dreieck so gewählt, dass {\displaystyle a} seine Gegenkathete und {\displaystyle b} seine Ankathete ist, so gilt allgemein
{\displaystyle a=\sin \alpha \cdot c},
{\displaystyle b=\cos \alpha \cdot c}.
Einsetzen beider Gleichungen in den Satz des Pythagoras ergibt dann
{\displaystyle (\sin ^{2}\alpha +\cos ^{2}\alpha )\cdot c^{2}=c^{2}},
{\displaystyle \sin ^{2}\alpha +\cos ^{2}\alpha =1}.

### Geometrische Veranschaulichung
In der nebenstehenden Skizze sind der Einheitskreis, das heißt ein Kreis mit Radius 1, und ein rechtwinkliges Dreieck mit Hypotenusenlänge 1 im Einheitskreis dargestellt. Der Satz des Pythagoras gilt hier für einen beliebigen Wert des Winkels {\displaystyle \alpha } im Einheitskreis und zeigt sofort die Gültigkeit des „trigonometrischen Pythagoras“.

## Analytische Herleitung
Für stumpfe und überstumpfe Winkel {\displaystyle \alpha } ist die Beweiskraft der Anschauung problematisch, da für solche (mindestens) eine Winkelfunktion negative Werte hat; was sind „negative Seiten“ eines rechtwinkligen Dreiecks? Ein analytischer Beweis zeigt, dass der trigonometrische Pythagoras für beliebige reelle und komplexe Argumente {\displaystyle \alpha } der verwendeten Winkelfunktionen gilt.
Mit der imaginären Einheit und der dritten binomischen Formel lässt sich faktorisieren:
{\displaystyle \cos ^{2}(\alpha )+\sin ^{2}(\alpha )=\cos ^{2}(\alpha )-\mathrm {i} ^{2}\cdot \sin ^{2}(\alpha )=(\cos(\alpha )+\mathrm {i} \cdot \sin(\alpha ))\cdot (\cos(\alpha )-\mathrm {i} \cdot \sin(\alpha ));}
da der Cosinus eine gerade Funktion und der Sinus eine ungerade Funktion ist, folgt mit der Eulerschen Formel weiter:
{\displaystyle (\cos(\alpha )+\mathrm {i} \cdot \sin(\alpha ))\cdot (\cos(\alpha )-\mathrm {i} \cdot \sin(\alpha ))=(\cos(\alpha )+\mathrm {i} \cdot \sin(\alpha ))\cdot (\cos(-\alpha )+\mathrm {i} \cdot \sin(-\alpha ))=\mathrm {e} ^{\mathrm {i} \alpha }\cdot \mathrm {e} ^{-\mathrm {i} \alpha }=\mathrm {e} ^{0}=1,\quad }q.e.d.